# Coca-Cola
|  | «Coke» redirigeix aquí. Vegeu-ne altres significats a «Coke (desambiguació)». |

La Coca-Cola és una popular beguda de cola (això és: una beguda carbonatada dolça); produïda per The Coca-Cola Company. Es ven en botigues, restaurants i màquines subministradores en més de 200 països.

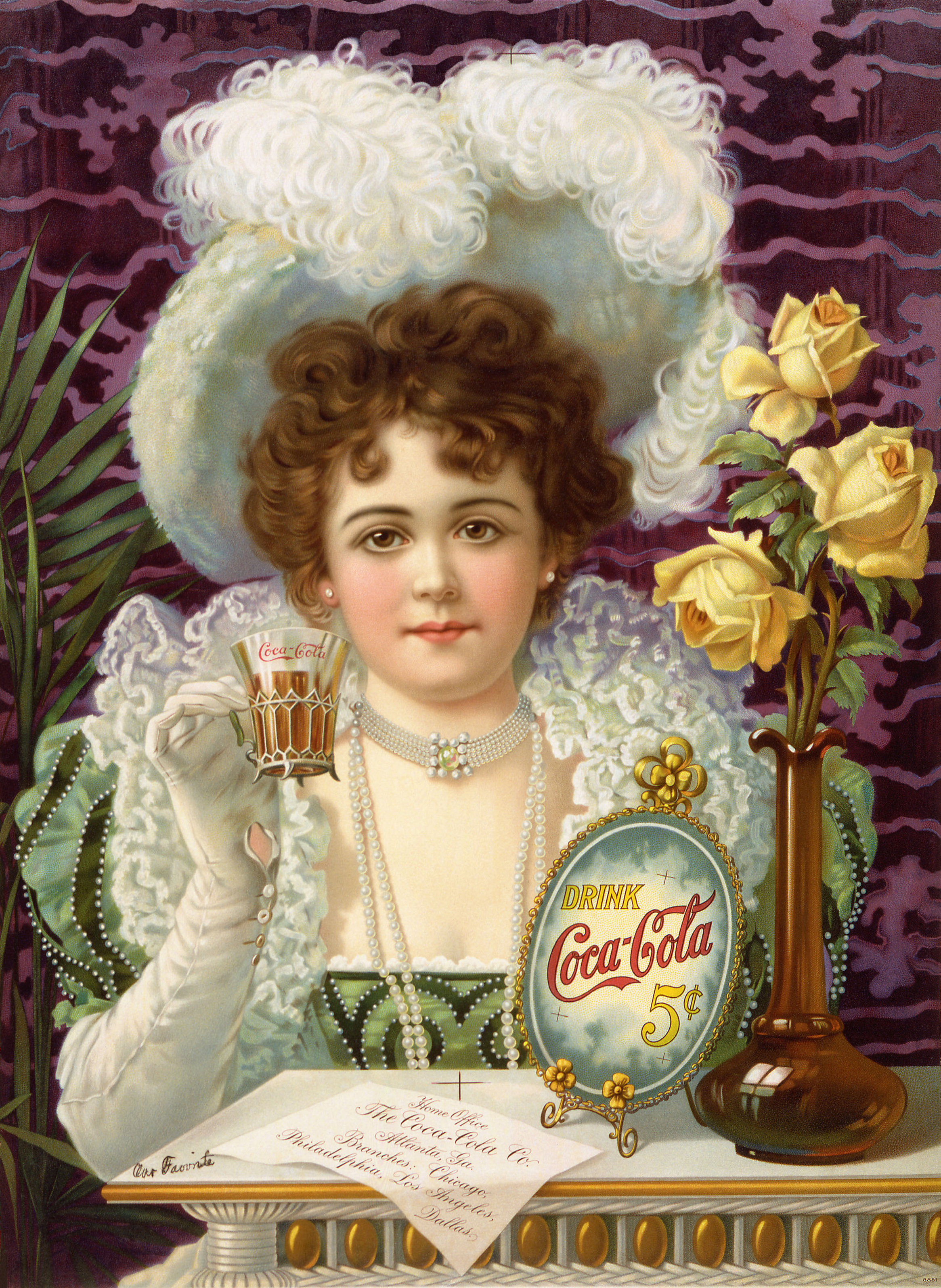
Publicitat de Coca-cola al cap del

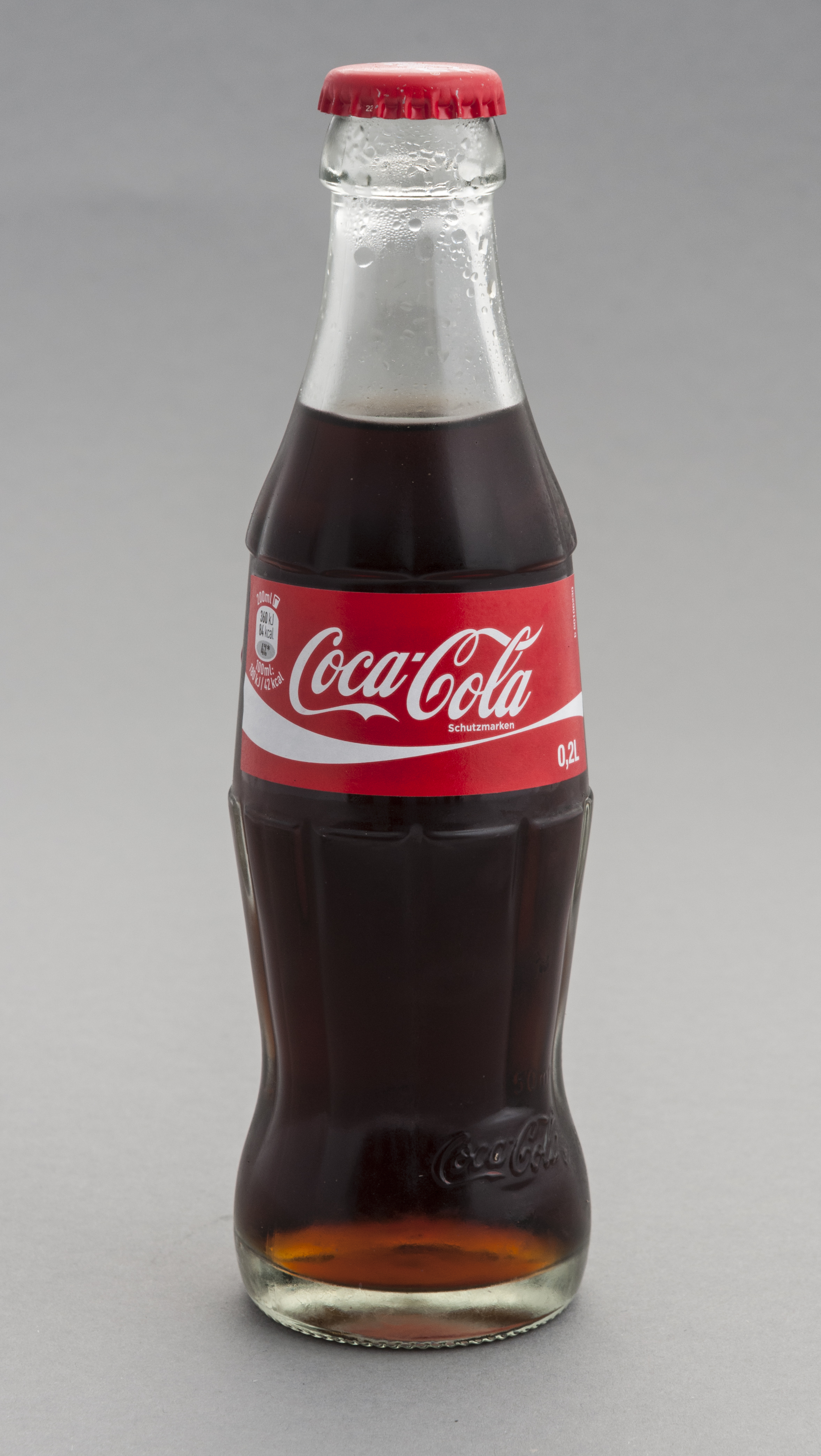
Coca-Cola

Aquesta beguda va ser anomenada Coca-Cola perquè, originalment, l'estimulant que s'hi mesclava eren fulles de coca i era aromatitzada amb nous de cola.
És una de les marques comercials més reconeguda i estesa, present en més de dos cents països, i és el refresc més venut en tots aquests països, excepte en tres. En un principi, quan va inventar-la el farmacèutic John Pemberton, fou una medecina patentada, tot i que fou adquirida posteriorment per l'empresari Asa Griggs Candler, les tàctiques de màrqueting del qual van fer-ne una de les begudes més consumides del segle xx.
La companyia només produeix un concentrat de Coca-Cola, que ven a diverses empreses embotelladores amb llicència, i aquestes el barregen amb aigua filtrada per a, posteriorment, vendre i distribuir la beguda en llaunes i ampolles als comerços minoristes.
També n'hi ha variants, fabricades per la mateixa empresa, com la Coca-Cola Light, també anomenada Coca-Cola dietètica, unes altres són la Coca-Cola sense cafeïna, Coca-Cola Cirera, Coca-Cola Vainilla, Coca-Cola Zero, entre d'altres llançades especialment com la de gust de llimona.
La principal competidora que té és la també nord-americana Pepsi.

## Història
La Coca-Cola fou creada el 1886 per John Pemberton a la farmàcia Jacobs de la ciutat d'Atlanta, Geòrgia. Amb una barreja de fulles de coca i llavors de cola va voler crear un remei, que començà essent comercialitzat com una medecina que alleuja el mal de cap i dissimula les nàusees, després fou venuda en la seva farmàcia com un remei que calmava la set, a 5 centaus el got.
Tenint en compte aquesta composició, el comptable de l'empresa, Frank Robinson, suggerí el nom de Coca-Cola i amb la seva cal·ligrafia dissenyà el logotip modernista que encara és en ús i s'ha convertit en una icona mundial. Aquell mateix 1886, Pemberton serví el primer got de Coca-Cola, presentada com a beguda medicinal. Durant el primer any, el consum fou de nou vasos diaris de mitjana.
L'any següent, Pemberton decidí vendre la fórmula per dos mil tres-cents dòlars a un home de negocis anomenat Asa Candler. Al cap de deu anys, i després d'una agressiva campanya publicitària, ja era una de les begudes més populars a tots els Estats Units i el Canadà i van obrir-se diverses envasadores als Estats Units.
Més tard, un grup d'advocats compraren l'empresa i feren que Coca-Cola arribés a tot el món. Des d'aquí l'empresa es va convertir en The Coca-Cola Company.

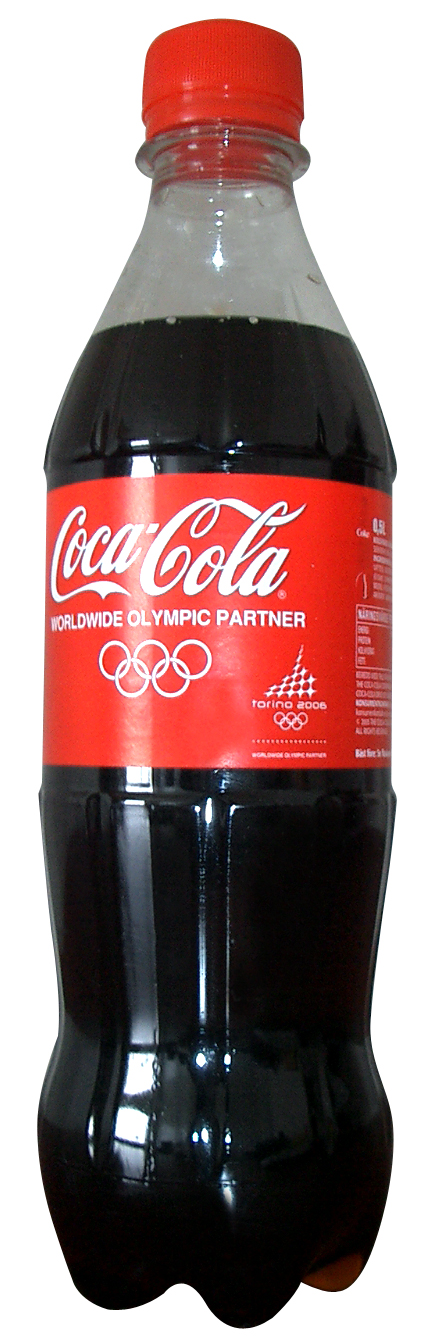
Ampolla de plàstic de 50 cl.

## Producció

### Fórmula
La fórmula és un secret comercial, guardat en un banc a Atlanta. Segons el web Snopes, un mite popular afirma que només dos executius tenen accés a la fórmula, i cada executiu només té la meitat de la fórmula. No obstant això, diverses fonts afirmen que si bé Coca-Cola té una norma que restringeix l'accés només a dos executius, cadascun d'ells coneix la fórmula sencera i que més persones han conegut el procés de formulació.

### Sabor i ingredients

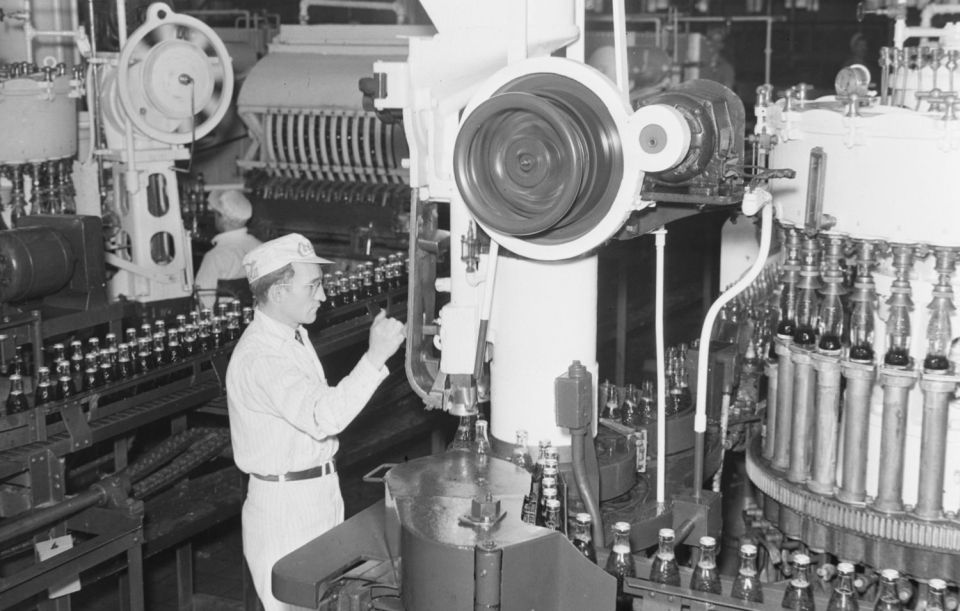
Embotellament de la Coca-Cola Canada Ltd 8 gener 1941 Mont-real, Canadà.

El distintiu gust de cola ve en la seva majoria de la barreja de sucre i olis de taronja, llimona i vainilla. Els altres ingredients canvien el gust només lleugerament. En alguns països, com Estats Units i Argentina, Coca-Cola és endolcida amb xarops de blat anomenat tècnicament fructosa. A Mèxic i Europa, Coca-Cola segueix usant sucre. Tot i que recentment es legislà a Mèxic durant el mandat de l'expresident conservador Vicent Fox, a favor de permetre l'ús de fructosa per endolcir les begudes com Coca-cola, a causa del fet que és molt més barata, alhora provocà una onada de protestes camperoles a tot Mèxic i hi hagué algunes vagues; aquestes mesures no van evitar que la legislació mexicana donés marxa enrere.
Durant anys la cocaïna va ser un component fins que a principis del segle xx es va retirar de la fórmula en previsió de les lleis que prohibirien la venda i ús de la cocaïna. La pàgina web de la companyia declara que "Coca-Cola no conté cocaïna o una altra substància perjudicial, i la cocaïna mai ha estat un ingredient de Coca-Cola". Això es deu al fet que moltes persones creuen que el nom de la marca deriva de la cocaïna quan realment el nom refereix als principals ingredients en la fórmula original.
Una altra polèmica substància relacionada amb la Coca-cola és la cafeïna. El contingut de cafeïna de Coca-Cola ha estat objecte de diversos judicis des dels anys 1920. Però una ampolla de 235ml conté 23 mg de cafeïna, mentre que 235ml de cafè comú, no descafeïnat, en contenen entre 61 i 164 mg. Tot i que no significa que perquè el cafè tingui més cafeïna proporcionalment que la Coca-Cola, aquesta no sigui perjudicial.
Avui dia la Coca-Cola és manufacturada com xarop i subministrada a diverses franquícies que la reconstitueixen, embotellen i distribueixen.

## Salut
Ha tingut diverses acusacions al llarg de la seva història d'ésser nociva. Per exemple, el 1954 la legislació francesa arribà a prohibir-la, tot i que aquesta prohibició no fou gaire permanent.
La Coca-Cola Zero que es ven a Mèxic conté un ingredient que la dels Estats Units i la Unió Europea (més curosos amb els seus estàndards de qualitat) no conté: el Ciclamat de Sodi. Als Estats Units es va prohibir perquè estudis varen demostrar que produeix càncer. Avui està en debat si es legalitza novament. Hi ha un llistat d'additius als aliments que es diu 'Generally Recognized as Safe' (GRAS), additius generalment reconeguts com a segurs.

### Obesitat i diabetis
Una de les principals preocupacions d'alguns consumidors és l'efecte que produeix el sucre que conté (diabetis mellitus i obesitat); i és considerat com un dels motius de la baixa en la venda. Aquests problemes podrien solucionar-se parcialment si s'indiqués la ingesta màxima recomanada en els productes. També crida l'atenció d'alguns consumidors l'ús de certs edulcorants, per exemple l'ús de ciclamat de potassi que ha estat prohibit preventivament als Estats Units.

### Corrosió
Si bé és cert que la Coca-Cola conté àcid fosfòric, i que resulta corrosiu per a certs materials, això no implica que tingui el mateix efecte al cos humà en ingerir-se. Diferents fonts solen ubicar el pH de Coca-Cola entre 2 i 4 (semblant al suc de llimona), el que no produiria problemes gàstrics. Tanmateix, és acusada de corroir les dents. A més, quan l'àcid fosfòric arriba a la sang, és neutralitzat pel cos gràcies a sals que contenen minerals com el calci, magnesi, sodi i ferro. Això podria produir desmineralització; i també, en conjunt amb el sucre, dificulta l'absorció de ferro.

### Moviment benestar
Possiblement com a resposta a la preocupació dels consumidors, Coca-Cola ha iniciat el "Moviment benestar". Es tracta d'una campanya que intenta orientar les persones a un consum més saludable. Per això recalquen la necessitat d'hidratació del cos, de consumir una dieta equilibrada i de fer exercici (per exemple amb esports o danses).
Tanmateix, el màxim recomanable no s'hi indica ni en els seus productes ni està fàcilment a l'abast del consumidor, tot i que sí que posseeixen en el lloc de Moviment benestar una secció en la qual es pot calcular la necessitat diària d'hidratació segons el pes, l'edat i el sexe de la persona, i segons l'exercici realitzat. I també al lloc de l'Institut de Begudes per a la Salut i el Benestar" hi ha informació sobre ingesta diària admissible de certs ingredients.

## L'empresa

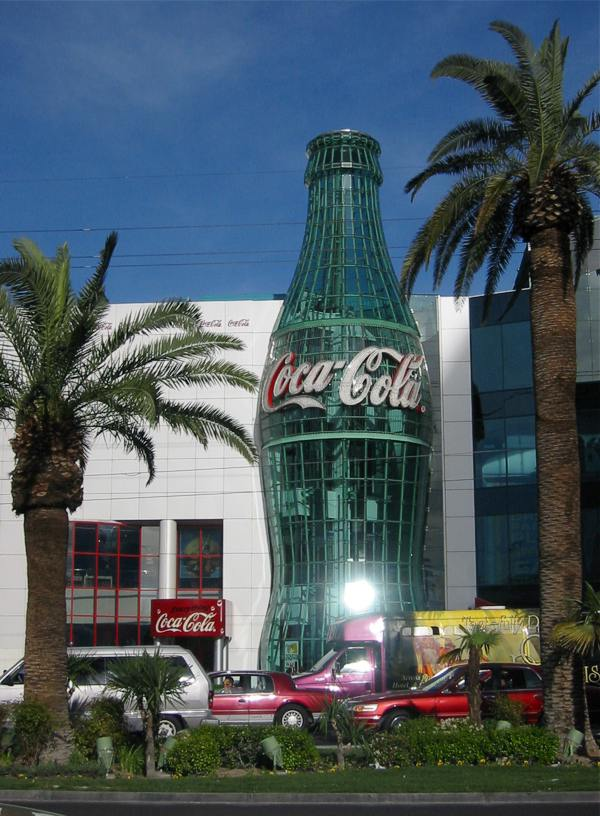
World of Coca-Cola, Las Vegas, EUA

Les oficines centrals de la companyia, The Coca-Cola Company, fundada el 1886, es troben a Atlanta, als Estats Units. L'empresa es va crear per tal de comercialitzar la recepta d'un refresc inventat pel farmacèutic John Pemberton.
Les accions de la companyia es cotitzen sota el símbol de la cinta de cotització KO a la borsa de Nova York. El màxim rival de Coca-Cola és la Pepsi, la qual va començar imitant-la al començament del segle xx.
Diverses llegendes urbanes planen al seu voltant com que la imatge actual del Pare Noel (vestit de vermell) prové d'aquesta empresa, la qual cosa és falsa.

## Crítiques
Hi ha molta polèmica al voltant dels productes i tècniques comercials de l'empresa. Recentment ha estat denunciada al Regne Unit per fer dependents els joves al menjar ràpid. A l'Índia, la corporació ha provocat diversos boicots i protestes com a resultat del descobriment dels baixos nivells d'higiene i de l'impacte negatiu en el medi ambient.
En l'àmbit català l'empresa ha suscitat molta polèmica per la seva negativa a etiquetar en llengua catalana tot i fer-ho en la totalitat de la resta de llengües europees de dimensions similars. Per tal de reivindicar els drets dels consumidors, el 12 de desembre de 1993 la Plataforma per la Llengua va aconseguir fer un rècord Guiness en reunir més de 15.000 llaunes buides de Coca-Cola a la plaça de Catalunya de Barcelona amb les quals va construir un rètol gegant on es podia llegir la frase «Etiquetem en català». En aquella ocasió, l'organització va prendre el lema: «La Coca-Cola etiqueta en 135 idiomes d'arreu del món, i per què no en català?» per tal d'evidenciar el tracte excepcional que la multinacional de begudes feia envers el català respecte a la resta de llengües de la Unió Europea i dels països de tradició democràtica. El 2010, després de l'aprovació al Parlament de Catalunya del Codi de Consum de Catalunya, amb el dret reconegut dels consumidor de rebre l'etiquetatge en català, la companyia encara no etiquetava en català. El dia 31 de maig de 2014, la Plataforma per la Llengua, tot recordant l'acte del 12 de desembre de 1993, va recollir més de 40.000 llaunes de Coca-Cola, per fer un mosaic amb les lletres «Etiqueteu en català!» al bell mig de la plaça de Catalunya de Barcelona, per exigir que la companyia acomplís la normativa i etiquetés en català després de més de 20 anys de demandes. Així mateix va fer un informe sobre la política lingüística de la companyia en referència al català.
A Aielo de Malferit, País Valencià, Espanya, l'empresa Destilerías Ayelo, productora de begudes alcohòliques, assevera que va presentar una beguda precursora de la Coca-Cola el 1885 a Filadèlfia, un any abans que Pemberton presentés el seu producte a Atlanta.

## Coca-Cola Light
Coca-Cola Light (també coneguda com a Coke Light) és la versió de Coca-Cola amb poques calories i sense sucre. Té moltes variants, com la Coca-Cola Light Citra (a Mèxic), la Coca-Cola Light a la Llimona (a Catalunya, Xile, Brasil, etc.), la Diet Coca-Cola Cherry (als Estats Units), etc. Fou introduïda al mercat dels Estats Units el juliol de 1982.

### Composició
Coca-Cola Light empra aspartam, un edulcorant sintètic basat en la fenilalanina, per poder reduir el contingut de sucre en la beguda, no es recomana el consum de fenilalanina per embarassades ni pacients amb fenilcetonúria, normalment els productes que contenen aspartam porten una advertència en l'etiquetatge sobre la presència de fenilalanina. S'ha vist que la fenilalanina té l'habilitat única de bloquejar certs enzims, les encefalinasses al sistema nerviós central, que normalment s'encarreguen de degradar les hormones naturals semblants a la morfina. Aquestes hormones s'anomenen endorfines i encefalines i actuen com a potents analgèsics endògens. La beguda és lliure de calories (té 0 calories).
La Coca-Cola Light que es comercialitza a Catalunya conté Ciclamat de sodi, producte sintètic que ha estat retirat de la Coca-Cola en alguns països per dubtes en com pot afectar la salut.

## Consum

### Amèrica i Europa
És a Amèrica on més es consumeix Coca-Cola. El rècord mundial (2007) el té Mèxic amb 135,8 litres per capita anual, seguit per Estats Units amb 96,0 litres per capita anual i en tercer lloc l'estat espanyol amb 95,4 litres.

### Àsia
La Coca-Cola es va estrenar al mercat de la Xina l'any 1928. Després d'intentar alguns noms que tenien significats diversos i ridículs, se'n trobà un que sonava semblant, "Ko-kou-ko-le", que pot traduir-se per "felicitat a la boca".

## Ús alternatiu
Es pot utilitzar per a desembussar canonades.

## Galeria d'imatges

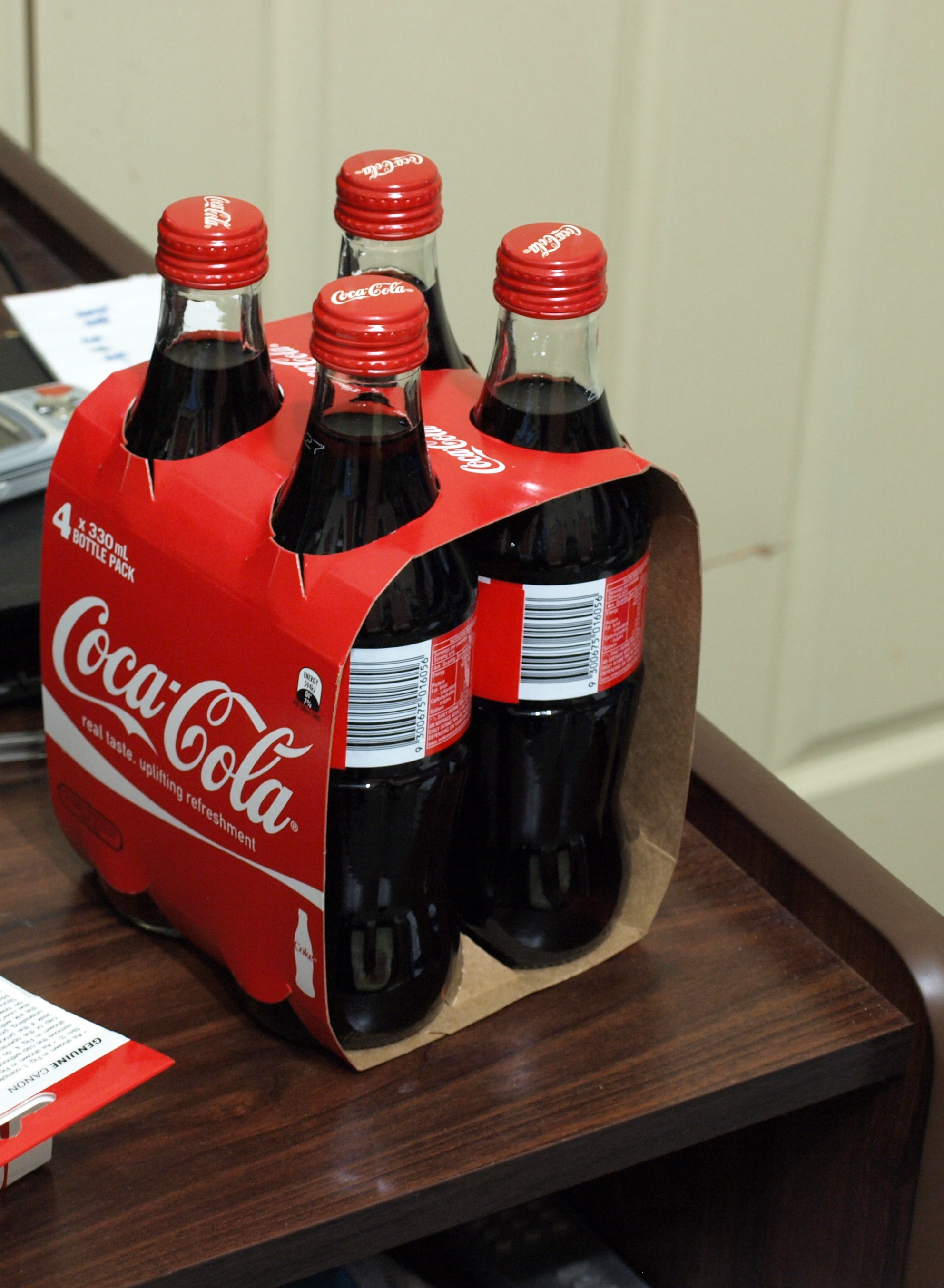
Paquet de quatre ampolles de vidre de 33 cl.
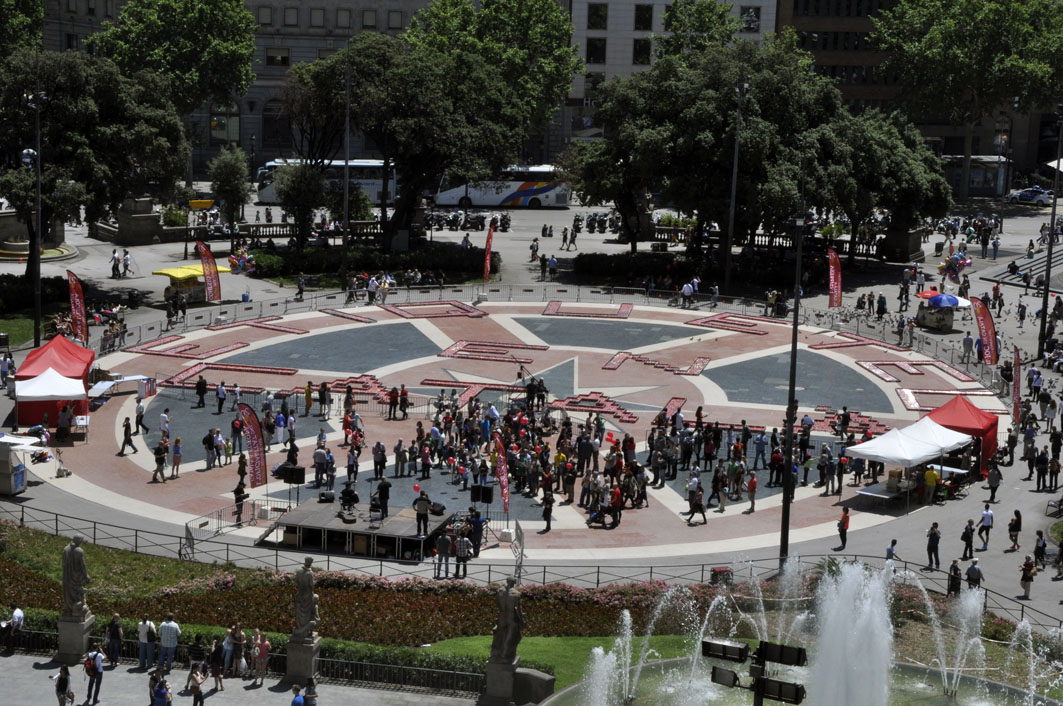
40.000 llaunes de Coca-cola, recollides el 31 de maig de 2014, tot fent un mosaic amb les lletres "Etiqueteu en català"
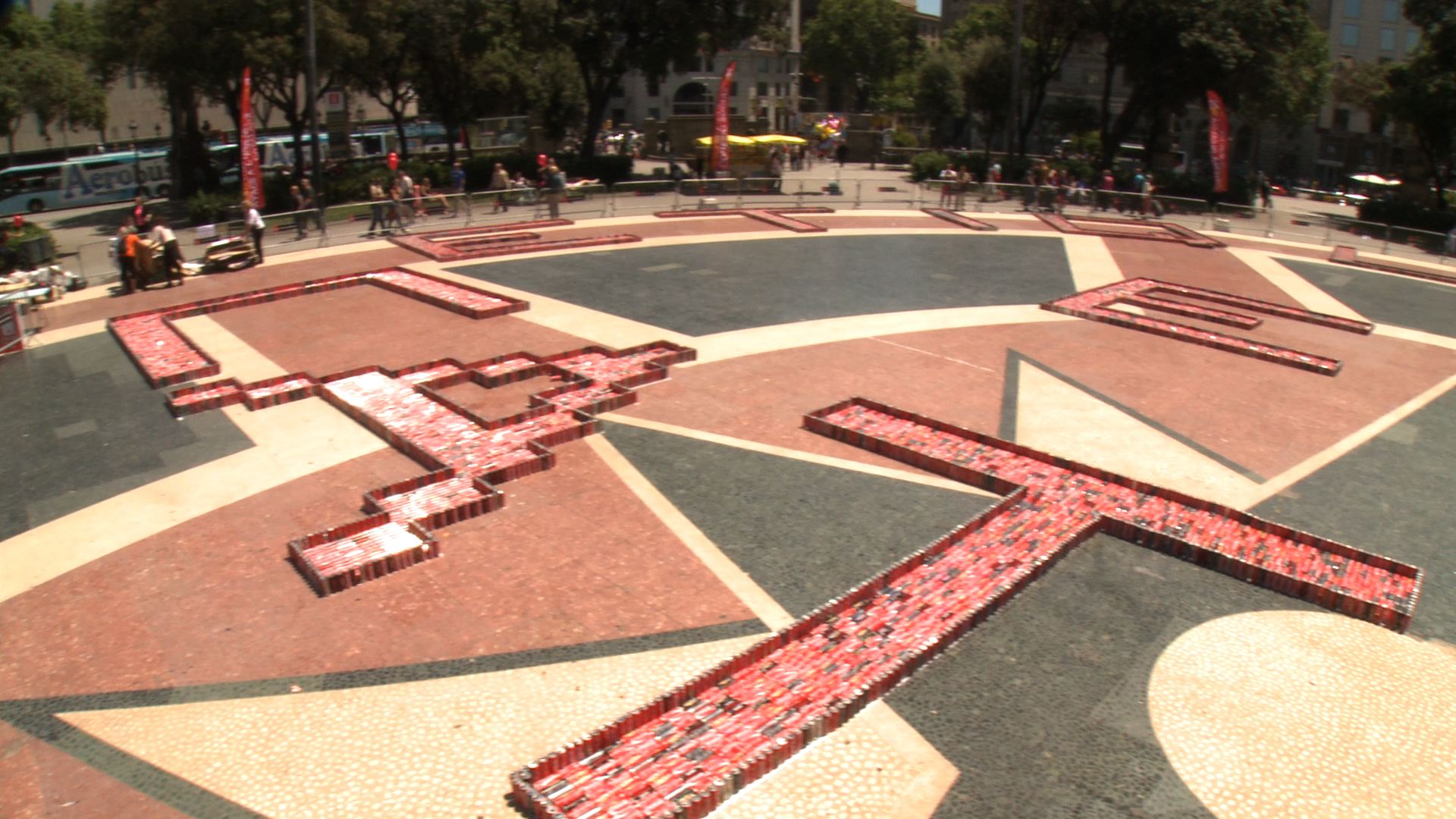
RepteCocacola CAT